# Lampropeltis pyromelana
Lampropeltis pyromelana är en ormart som beskrevs av Cope 1866. Lampropeltis pyromelana ingår i släktet kungssnokar och familjen snokar. IUCN kategoriserar arten globalt som livskraftig.
Denna orm når en längd av cirka 85 cm. Hela kroppen har många vita och mörka ringar. De vita ringarna är alltid fullständiga och de mörka ringarna kan vara helt röda eller den övre delen är mer eller mindre svart. Direkt över munnen förekommer hos alla individer en vit region vad som skiljer Lampropeltis pyromelana från andra släktmedlemmar.  Kroppen är täckt av glänsande fjäll som reflekterar solljuset.
Arten förekommer i västra USA från Nevada och Utah söderut till Mexiko. Den vistas i bergstrakter mellan 850 och 2800 meter över havet. Lampropeltis pyromelana lever i klippiga områden ofta nära vattendrag. Växtligheten i utbredningsområdet utgörs av olika slags skogar. Ormen gömmer sig ofta under stenar, klippor eller i täta växtansamlingar.
Lampropeltis pyromelana jagar ödlor, andra ormar och gnagare. Honor lägger 2 till 8 långsträckta ägg per tillfälle.

## Underarter
Arten delas in i följande underarter:
- L. p. infralabialis
- L. p. knoblochi
- L. p. pyromelana